# Iglesia de San Andrés (isla de Portland)

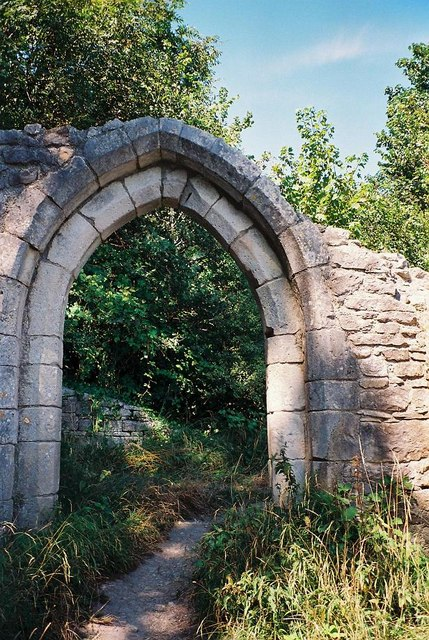
El arco del campanario separado.

La Iglesia de San Andrés (en inglés, St Andrew's Church) es una iglesia en ruinas ubicada sobre la Iglesia Ope Cove en la Isla de Portland, Dorset, Inglaterra. St Andrew's fue la primera iglesia parroquial de Portland y permaneció como tal hasta mediados del siglo XVIII. Ahora es uno de los principales sitios históricos de la isla, y es un edificio catalogado de grado II * y un monumento planificado. El muro de contención sur del cementerio también está catalogado como Grado II, al igual que los tres monumentos restantes del cementerio, aproximadamente a 7 metros al sur de la iglesia.

## Historia
Se cree que el sitio estuvo alguna vez ocupado por una iglesia sajona. Más tarde, Eduardo el Confesor otorgó Portland a los monjes benedictinos de San Suitino de Winchester en 1042, quienes a su vez construyeron una nueva iglesia sobre los antiguos cimientos sajones en 1100. En 1340 y 1404, los invasores franceses aterrizaron en Church Ope Cove e incendiaron San Andrés, pero en ambas ocasiones la iglesia fue reconstruida.
Alrededor de 1470-1475 se añadió una torre y la iglesia se dedicó a San Andrés. En 1625 se construyó un muro para apuntalar el terreno después de que un derrumbe dañara la iglesia y amenazara con el derrumbe de la mitad del cementerio. Otro deslizamiento de tierra importante en 1665 causó más daños. La iglesia fue reemplazada por la Iglesia de San Jorge, construida en Reforne entre 1754 y 1766, luego del gran deslizamiento de Southwell de 1734-1735.
El sitio de la iglesia, que fue excavado por primera vez por J. Merrick Head en 1898, sufrió algunos daños por bombas durante la Segunda Guerra Mundial. Las ruinas de la iglesia fueron ordenadas y consolidadas por Portland Field Research Group en 1968-1973, con más trabajos de conservación y excavación en 1978-1982. Hoy en día, quedan las ruinas más elementales de la iglesia, mientras que algunas piedras se conservan en el jardín del Museo de Portland.